# Venance Grumel
Pour les articles homonymes, voir Grumel.
Le révérend père Venance Grumel, né François Grumel le 23 mai 1890 à Le Bourget-du-Lac et mort le 13 août 1967 à Paris est un théologien et byzantiniste français.

## Biographie
Il naît le 23 mai 1890 sous le nom de François Grumel à La Serraz, dans la commune du Bourget-du-Lac, en Savoie. Orphelin, il commence sa scolarité à l'orphelinat du Bocage, près de Chambéry (1895-1902). Il rejoint l'alumnat assomptionniste de Notre-Dame des Châteaux, dans la Tarentaise (1902-1903). Celui-ci est transféré à Mongreno (quartier de Turin) en Italie (1903-1905). Grumel termine ses études en Espagne : à Calahorra (1905-1907) et à Elorrio (1907). Le 11 septembre 1907, il entre au noviciat assomptionniste de Louvain, en Belgique. Il prend le nom de frère Venance. Il prononce ses premiers vœux le 1er septembre 1908, puis ses vœux perpétuels à Gempe (toujours en Belgique), le 12 septembre 1909. Il suit des cours de philosophie à Rome, où il obtient une licence (1909-1911). Il fait ses débuts dans l'enseignement à Elorrio (1911-1913). Il commence ses études de théologie à Jérusalem (1913-1914) et les achève en Italie : à Rome (1915-1916) et à Fara in Sabina (1916-1917). Il est ordonné prêtre le 16 mai 1916. Il se consacre à l'enseignement dans des écoles de sa congrégation : à Bourville, en Normandie (1917-1919) ; à Taintignies, en Belgique (1919-1920) ; et à Kadıköy, en Turquie (1920). C'est là qu'il trouve sa voie en rejoignant un groupe de confrères spécialisés dans les études orientales.
Professeur de philosophie et de théologie pendant six ans (1916-1922), il signe ses premiers articles dans les Échos d'Orient sous le pseudonyme de « Louis Serraz ». Dès lors, son parcours se confond avec celui de l'Institut français d'études byzantines (IFEB), qu'il suit à Bucarest (1937) et à Paris (1957). Il assume les fonctions de secrétaire de la revue — les Échos d'Orient deviennent en 1943 les Études byzantines, et en 1945 la Revue des études byzantines — et de professeur dans des grands séminaires. Chercheur, enseignant, collaborateur d'encyclopédies et dictionnaires spécialisés, il établit la chronologie des patriarches de Constantinople. Byzantiniste reconnu, il devient maître de recherches au CNRS en 1955. Il meurt à Paris le 13 août 1967. Il est inhumé le 17 août au cimetière du Montparnasse.

## Publications

### Principaux ouvrages
- Les Regestes des actes du patriarcat de Constantinople (381-1206), Institut français d'études byzantines, 1971.
- In Paul Lemerle, Traité d'études byzantines, « 1, La chronologie », coll. « Bibliothèque byzantine », Paris, Presses universitaires de France, 1958.

### Articles
- « Le problème de la date pascale aux IIIe et IVe siècles. L'origine du conflit : le nouveau cadre du comput juif », 1960.
- « Chronologie patriarcale au Xe siècle. Basile Ier Scamandrénos, Antoine III Scandalios le Studite, Nicolas II Chrysobergès », 1964.
- « Les relations politico-religieuses entre Byzance et Rome sous le règne de Léon l'Arménien », 1960.